# Fritz Tscherter
Fritz Tscherter (17 november 1888 – 8 juli 1963) was een Duits voetballer.

## Carrière
Hij begon zijn carrière bij Germania 1898 Mühlburg en maakte in 1908 de overstap naar KFV. In 1910 werd hij kampioen van Zuid-Duitsland met de club en plaatste zich zo voor de eindronde om de landstitel. Na een zuinige zegen tegen Duisburger SpV speelde de club in de halve finale zowaar een stadsderby tegen Karlsruher FC Phönix, dat als titelverdediger ook voor de eindronde geplaatst was. Er kwamen 8.000 toeschouwers kijken wat destijds een record was voor een eindrondewedstrijd. Nadat Wilhelm Trump gekwetst uitviel moest KFV met tien man verder, maar dankzijk een strafschop van Max Breunig kwam KFV voor en later scoorde Hans Ruzek nog zodat KFV aan de rust leidde. Arthur Beier maakte nog de aansluitingstreffer, maar KFV stootte door naar de finale tegen Kieler FV Holstein 02. Breunig miste een strafschop zodat het na negentig minuten nog 0-0 stond. Er kwamen verlengingen en na een fout op Julius Hirsch kreeg KFV opnieuw een strafschop toegekend, deze keer zette Breunig die wel om.
Nadat de club in 1911 door VfB Leipzig verslagen werd in de halve finale, konden ze zich als Zuid-Duits kampioen opnieuw plaatsen in 1912. In de kwartfinale werd Cölner BC 01 naar de slachtbank gebracht, Tscherter scoorde een van de acht doelpunten die KFV maakte. Na nog een overwinning op SpVgg 1899 Leipzig-Lindenau stond de club voor de tweede keer tegen Kiel in de finale. Deze keer was het Kiel dat won na een strafschop, omgezet door Ernst Möller. Hierna gingen de resultaten bergaf. Na een vierde plaats in de regionale competitie werden ze in 1914 zelfs laatste. Na de Eerste Wereldoorlog speelde hij nog enkele seizoenen voor de club.
In tegenstelling tot veel van zijn ploegmaats werd hij nooit geselecteerd voor het nationale elftal, op zijn positie had hij zware concurrentie van Karl Wegele. Wel nam hij enkele keren met de Zuid-Duitse selectie deel aan de Kronprinzenpokal. 